# Tiba István
Tiba István (Miskolc, 1962. május 6. – ) magyar fogorvos, gyermekfogász szakorvos, fog- és szájbetegségek szakorvos, egészségügyi menedzser, politikus; 2002. május 15. óta a Fidesz – Magyar Polgári Szövetség országgyűlési képviselője. 2006 és 2014 között Balmazújváros polgármestere volt.

## Életrajz
1980-ban a miskolci Földes Ferenc Gimnáziumban maturált. 1988-ban diplomázott a Debreceni Orvostudományi Egyetem fogorvos szakán. 1991-ben fog- és szájbetegségek szakvizsgát tett. 1993-ban gyermekfogász szakvizsgát tett. 1999-ben a Közgazdaságtudományi Egyetemen egészségügyi menedzser képzettséget szerzett.
1998 óta a Fidesz – Magyar Polgári Szövetség tagja.
1998 és 2002 között Balmazújváros helyi önkormányzatának tagja. 2006 és 2014 között Balmazújváros polgármestere.
2002. május 15. óta a Fidesz – Magyar Polgári Szövetség országgyűlési képviselője, ma a Hajdú-Bihar vármegyei 6. számú országgyűlési egyéni választókerület képviselője. 2011. február 22. és 2014. május 5. között, illetve 2014. június 2. óta országgyűlési jegyző. 2014. május 6. és 2014. július 3. között a Fidesz – Magyar Polgári Szövetség frakcióvezető-helyettese.